# Namiuchigiwa no Muromi-san
Namiuchigiwa no Muromi-san (яп. 波打際のむろみさん Намиутигива но Муроми-сан, Пляжные приключения Муроми) — манга, автором и иллюстратором которой является Кэйдуи Надзима. Выпускалась издательством Kodansha в журнале Weekly Shōnen Magazine с 2009 по 2014 год. По мотивам манги был создан аниме-сериал.

## Сюжет
Сюжет разворачивается вокруг мальчика-рыбака и ученика старшей школы по имени Такуро Мукодзима, который случайно вылавливает Нингё (японскую русалку) и начинает общаться с ней и её друзьями. Хотя Муроми-сан внешне похожа на подростка, она старинное легендарное создание, которое со своими сёстрами-русалками выполнят роль «земного стража». Главный герой поневоле оказывается втянутым в новые приключения.

## Список персонажей
Муроми-сан (яп. むろみさん)
Сэйю: Юкари Тамура
Весёлая русалка, которая говорит на хакатском диалекте, часто посещает берег и изучает человеческую культуру. Сильно привязалась к Такуро.
Такуро Мукодзима (яп. 向島 拓朗 Мукодзима Такуро:)
Сэйю: Такахиро Мидзусима
Ученик старшей школы, который увлекается рыбалкой. Всегда спокойный и не впадает в панику при виде необычных существ. Муроми называет его «Таккун».
Левиа-сан (яп. リヴァイアさん Ривайа-сан)
Сэйю: Май Накахара
Русалка, является сэмпаем Муроми, говорит на диалекте Кокура. Была когда-то морским чудовищем — Левиафаном, но была превращена в русалку Муроми и  стала очень дружелюбной.
Сумида-сан (яп. 隅田さん)
Сэйю: Сумирэ Уэсака
Русалка и подруга Муроми, носит «конский хвост». Всё время несчастная, злоупотребляет алкоголем.
Хии-тян (яп. ひぃちゃん)
Сэйю: Ай Нонака
Русалка с невинным характером, говорит на диалекте Хаката. Называет Муроми «сестрёнкой» (яп. おねえたん онээ-тян), любит животных и дружит с дельфинами.
Фудзи-сан (яп. 富士さん)
Сэйю: Хитоми Харада
Высокомерная русалка с пышной грудью. Позже влюбляется в Муроми и начинает мучить её.
Йети (яп. イエティ)
Сэйю: Тива Сайто
Родом из Гималаев, несмотря на свою дурную репутацию, имеет очень прилежный, милый и спокойный характер. Дружит с Муроми. Не любит, когда прикасаются к ушам. Пол неизвестен.
Гарпи (яп. ハーピー Ха:пи:)
Сэйю: Канако Сакай
Девочка-птица, которая живёт рядом с Йети, часто набрасывается на русалок. Имеет кратковременную память, забывая практически обо всём через несколько мгновений.
Отохимэ (яп. 乙姫)
Сэйю: Саки Фудзита
Хозяйка Рюгу-дзё, легендарного морского дворца. Дворец приходит в упадок, и Отохимэ временно отправляется работать на поверхность.

## Список серий аниме
| #  | Название                                                                                             | Дата выхода    |
| -- | --- | -------------- |
| 01 | Муроми-сан на краю «Сэтогива но Муроми-сан» (瀬戸際のむろみさん)                                     | 6 апреля 2013  |
| 02 | Муроми-сан и легендарное морское создание «Дэнсэцу но Кайдзю то Муроми-сан» (伝説の海獣とむろみさん) | 6 апреля 2013  |
| 03 | Муроми-сан и память о прошлом «Сэкинэн но Омои то Муроми-сан» (積年の想いとむろみさん)               | 20 апреля 2013 |
| 04 | Муроми-сан и пищевая цепочка «Сёкумоцурэнса то Муроми-тян» (食物連鎖とむろみさん)                    | 27 апреля 2013 |
| 05 | Муроми-сан и гора близнецов «Цуин Маунтэн то Муроми-сан» (ツインマウンテンとむろみさん)              | 4 мая 2013     |
| 06 | Муроми-сан и Рюгюдзё «Рюгюдзё то Муроми-сан» (竜宮城とむろみさん)                                    | 11 мая 2013    |
| 07 | Мальчик, Каппа и Муроми-сан «Сэйнэн то Каппа то Муроми-сан» (少年と河童とむろみさん)                 | 18 мая 2013    |
| 08 | Муроми-сан и милый тип(?) «Иясикэй(?) то Муроми-сан» (癒し系(?)とむろみさん)                         | 25 мая 2013    |
| 09 | Муроми-сан и тайная цивилизация «Химицу но Тё Бунмэй то Муроми-сан» (ひみつの超文明とむろみさん)     | 1 июня 2013    |